# Satira FEST
Satira FEST  je međunarodni festival humora i satire koji se održava u Beogradu.
Prvi Satira FEST je održan  2003. godine u organizaciji Beogradskog aforističarskog kluba i od tada se održava svake godine. U okviru Satira FESTA obavezno se polaže venac na bistu Radoja Domanovića, začetnika srpske satire.
Tom prilikom se dodeljuju nagrade satiričarima iz okruženja za najbolju satiričnu priču i pesmu, dok se nagrada pod nazivom Vuk Gligorijević dodeljuje za najbolji aforizam i priznanje Zlatni krug za afirmaciju srpske satire u svetu. O pobednicima odlučuje umetnički savet festivala.

## Satira FEST 2010
Na Satira FESTU 2010. godine nagrada Vuk Gligorijević pripala je aforističaru Boži Mariću, Milan Todorov je osvajač nagrade za najbolju priču, a nagrada za pesmu pripala je Miladinu Beriću. Za priče su pohvaljeni Bojan Ljubenović, Dušan Puača, Slaviša Pavlović i Borislav Mitrović.
Sastav žirija činili su Aleksandar Baljak, Aleksandar Čotrić, Jovo Nikolić i Slobodan Simić.

## Satira FEST 2013
Na Satira FESTU 2013. godine nagrada Vuk Gligorijević pripala je aforističaru Ninusu Nestoroviću, Vladica Milenković  je osvajač nagrade za najbolju priču, a nagrada za pesmu pripala je pripala je Tomici Ćiriću U žiriju su bili: Aleksandar Baljak, Jovo Nikolic i Milan Beštić.

## Satira FEST 2018
Nagradu "Vuk Gligorijević" za najbolji aforizam na Satira festu dobio je Ninus Nestorović. Nagradu „Rastko Zakić“ za najbolju satiričnu pesmu pripala je Mariani Kunbar, a priznanje za najbolju satiričnu priču primio je Tomislav Drvar. Umetnički savet festivala činili su: Dragutin Minić Karlo, Vitomir Teofilović, Mitar Đerić Laki, Slobodan Simić, Vesna Denčić, Aleksandar Čotrić i Bojan Ljubenović.

## Spoljašnje veze
- Satira FEST 2010
- Satira FEST 2013 Архивирано на веб-сајту  (17. август 2014)
- http://www.bojanljubenovic.com/vesti/održan-11-satira-fest/
- http://www.ljudnica.me/odrzano-zavrsno-vece-11-satira-festa/%5B%5D
- Satira FEST 2018 Архивирано на веб-сајту  (29. јун 2021)
- http://vojvodjanskevesti.rs/sinoc-odrzan-16-satira-fest/
- http://www.tanjug.rs/full-view.aspx?izb=434635
- https://www.dan.co.me/?nivo=3&rubrika=Kultura&clanak=666786&najdatum=2018-10-13&datum=2018-10-14
- Nagrade za najbolji aforizam